# 이장호의 외인구단 2
"이장호의 외인구단 2"는 1988년에 개봉한 대한민국의 영화이며 조감독 출신 조민희 감독이 해당 영화로 영화감독 데뷔를 했고 《깜동》에 이어 판영화사와 서울필름이 두 번째로 공동제작했으며 서울관객 4만에 그쳐 흥행 실패했고 최재성 (오혜성 역) 나한일 (최관 역) 권순철(최경도 역) 외의 배우들이 대부분 교체됐거나 새롭게 투입됐는데 전편에서 손병호 감독 역을 맡았던 안성기는 오혜성(최재성 분)의 부상과 손병호 감독의 죽음으로 실의에 빠져 외인구단이 해체된 뒤 하국상(이환지 분)이 이적한 팀의 코치로 특별출연했으며 시나리오도 원작에서는 이미 끝난 이야기를 새롭게 부활시키는  작업이었던 터라 진통이 많았다.

## 캐스팅
- 최재성 : 오혜성 (까치) 역
- 이응경 : 엄지 역
- 박혜란 : 현지 역
- 천호진 : 마동탁 역
- 나한일 : 최관 역
- 김기주 : 괴승 역
- 유퉁 : 백두산 역
- 권순철 : 최경도 역
- 이환지 : 하국상 역
- 이봉규 : 조상구 역
- 임용규 : 배도협 역
- 김인석 : 황영 역
- 김형섭 : 하지훈 역
- 진봉진 : 오까모도 역
- 김일우 : 협회회장 역
- 신동욱 : 협회간부 역
- 김운하 : 프로모터 역
- 유명순 : 하국상 모 역
- 김지영 : 엄지 어머니 역
- 정진강 : 조상구 아들 역
- 이희자 : 조상구 부인 역
- 박영로 : 비서 역
- 박경숙 : 여자 역
- 장정국 : 코치 1 역
- 나갑성 : 코치 2 역
- 박성호 : 코치 3 역
- 하일성 : 야구 해설가 역 (특별출연)
- 안성기 : 코치 역 (특별출연)